# Japan i olympiska vinterspelen 2002
Japan deltog i olympiska vinterspelen 2002. Japans trupp bestod av 103 idrottare varav 59 var män och 44 var kvinnor. Den äldsta idrottaren i Japans trupp var Masahiko Harada (33 år, 245 dagar) och den yngsta var Takaharu Nakai (17 år, 338 dagar).

## Medaljer

### Silver
- Skridsko
  - Herrar, 500m: Hiroyasu Shimizu

### Brons
- Freestyle
  - Damer, puckelpist: Tae Satoya

## Trupp
- Daichi Azegami - Längdskidåkning
- Shinji Doigawa - Bob
- Katsuhito Ebisawa - Längdskidåkning
- Nobuko Fukuda - Längdskidåkning
- Kazuyoshi Funaki - Backhoppning
- Midori Furusawa - Längdskidåkning
- Kanoko Goto - Längdskidåkning
- Kuniomi Haneishi - Skridsko
- Masahiko Harada - Backhoppning
- Michiyo Hashimoto - Snowboard
- Miyuki Hatanaka - Freestyle
- Yumie Hayashi - Curling
- Hiroki Hirako - Skridsko
- Noriyo Hiroi - Alpin Skidåkning
- Takeshi Honda - Konståkning
- Mitsuo Horigome - Längdskidåkning
- Manabu Horii - Skridsko
- Ran Iida - Snowboard
- Hiroyuki Imai - Längdskidåkning
- Yusuke Imai - Skridsko
- Masaru Inada - Skeleton
- Masanori Inoue - Bob
- Hidenori Isa - Skidskytte
- Toshihiko Itokawa - Skridsko
- Yuka Kamino - Short Track
- Noriaki Kasai - Backhoppning
- Kumiko Kashiwagi - Alpin Skidåkning
- Akiko Kato - Curling
- Kiminobu Kimura - Alpin Skidåkning
- Norihito Kobayashi - Nordic Combined
- Yumie Kobayashi - Rodel
- Takehiro Kodera - Short Track
- Mika Konaka - Curling
- Kazuhiro Koshi - Skeleton
- Masaaki Kozu - Längdskidåkning
- Hiroshi Kudo - Längdskidåkning
- Hironao Meguro - Skidskytte
- Kentaro Minagawa - Alpin Skidåkning
- Shinji Miura - Bob
- Hideharu Miyahira - Backhoppning
- Yoko Miyake - Snowboard
- Kentaro Miyawaki - Snowboard
- Yukio Mochizuki - Skidskytte
- Nagako Mori - Snowboard
- Satoshi Mori - Nordic Combined
- Daisuke Murakami - Snowboard
- Yayoi Nagaoka - Skridsko
- Takaharu Nakai - Snowboard
- Takaharu Nakajima - Skridsko
- Katsuya Nakamoto - Freestyle
- Taku Nakanishi - Freestyle
- Eiko Nakayama - Skeleton
- Madoka Natsumi - Längdskidåkning
- Nami Nemoto - Skridsko
- Takafumi Nishitani - Short Track
- Hiroyuki Noake - Skridsko
- Teppei Noda - Freestyle
- Yuri Obara - Skridsko
- Kenji Ogiwara - Nordic Combined
- Takahisa Oguchi - Rodel
- Hiroaki Ohishi - Bob
- Tomomi Okazaki - Skridsko
- Yoshie Onda - Konståkning
- Ayumi Onodera - Curling
- Sayuri Osuga - Skridsko
- Tomomi Otaka - Längdskidåkning
- Eriko Sanmiya - Skridsko
- Akira Sasaki - Alpin Skidåkning
- Tae Satoya - Freestyle
- Hiromi Seino -Suga - Skidskytte
- Eriko Seo - Skridsko
- Hiroyasu Shimizu - Skridsko
- Kenro Shimoyama - Freestyle
- Mami Shindo -Honma - Skidskytte
- Yugo Shinohara - Short Track
- Keiji Shirahata - Skridsko
- Kyoji Suga - Biathlon
- Fumie Suguri - Konståkning
- Hiroshi Suzuki - Bob
- Maki Tabata - Skridsko
- Daito Takahashi - Nordic Combined
- Kei Takahashi - Rodel
- Ryoko Takahashi - Skidskytte
- Atsuko Takata - Short Track
- Toyoki Takeda - Skridsko
- Tomoka Takeuchi - Snowboard
- Yosuke Takeuchi - Konståkning
- Yasuyuki Takishita - Alpine Skiing
- Naoya Tamura - Short Track
- Chikage Tanaka - Short Track
- Tamami Tanaka - Skidskytte
- Satoru Terao - Short Track
- Ikue Teshigawara - Short Track
- Gen Tomii - Nordic Combined
- Aki Tonoike - Skridsko
- Yugo Tsukita - Freestyle
- Aiko Uemura - Freestyle
- Shigeaki Ushijima - Rodel
- Yukari Watanabe - Skridsko
- Hiroki Yamada - Backhoppning
- Nobuko Yamada - Short Track
- Sumiko Yokoyama - Längdskidåkning
- Yuri Yoshikawa - Snowboard